# 勝負銅山
勝負銅山（しょうぶどうざん）は、かつて広島県福山市赤坂町にあった銅山。1953年（昭和28年）まで操業した。

## 歴史
勝負銅山は福山市赤坂町（旧沼隈郡赤坂村字勝負）にあり、平安時代の大同年間（806年 - 810年）から採掘が始まったとされる。沼隈半島の西側の山一帯は鉱物資源が豊富なことで知られた。周囲にも同様の銅山がいくつか存在したが、その中でも代表的な銅山であり、本郷銅山などと共に福山藩からもその収益を期待された。その後、嘉永（1848年 - 1854年）、明治（1894年頃）、大正（1917年頃）、昭和と、何度か休山を介して採掘が断続的に行われた。大正期は、少なくとも1923年までには操業停止した。最盛期には、鉱夫50人以上が働き、20余世帯が山中に居住して、事務所、製錬所、宿舎長屋等、設備が整えられた。1953年（昭和28年）に休山して以後は採掘は行われていない（採掘は1943年頃までという出典もある）。銅山跡には数か所の坑口が残るが、現存する建物はなく、地元の赤坂学区文化連盟による案内看板が立てられているのと坑道から掘り出された残土が残るのみとなっている。

## 所在
国道2号赤坂バイパスの赤坂出口より南南西方向に徒歩20分余り歩いた山中に存在する。道中には、昔の集落跡や辻堂跡、荒廃した荒神を祀る小さな祠などが見られる。